# Atletism la Jocurile Olimpice de vară din 1972 - Aruncarea discului (feminin)
Proba feminină de aruncare a discului de la Jocurile Olimpice de vară din 1972 a avut loc în perioada 9-10 septembrie 1972 pe Stadionul Olimpic din München.

## Recorduri
Înaintea acestei competiții, recordurile mondiale și olimpice erau următoarele:
| Record  | Atletă             | Rezultat | Loc                        | Data              |
| ------- | ------------------ | -------- | -------------------------- | ----------------- |
| Mondial | Faina Melnik (URS) | 66,76 m  | Moscova, Uniunea Sovietică | 4 august 1972     |
| Olimpic | Lia Manoliu (ROU)  | 58,28 m  | Ciudad de México, Mexic    | 18 octombrie 1968 |

## Rezultate

### Calificări
S-au calificat în finală cei care au reușit o aruncare de cel puțin 55,00 m sau atletele cu cele mai bune 12 rezultate.
| Loc | Atletă                | Țară                       | 1                  | 2                  | 3                  | Distanță           |
| --- | --------------------- | -------------------------- | ------------------ | ------------------ | ------------------ | ------------------ |
| 1   | Argentina Menis       | România                    | 61,58 m RO         | –                  | –                  | 61,58 m RO         |
| 2   | Faina Melnik          | Uniunea Sovietică          | 53,00 m            | 61,26 m            | –                  | 61,26 m            |
| 3   | Tamara Danilova       | Uniunea Sovietică          | 60,34 m            | –                  | –                  | 60,34 m            |
| 4   | Gabriele Hinzmann     | Germania de Est            | 59,80 m            | –                  | –                  | 59,80 m            |
| 5   | Liesel Westermann     | Germania de Vest           | 58,26 m            | –                  | –                  | 58,26 m            |
| 6   | Carmen Ionescu        | România                    | x                  | 57,82 m            | –                  | 57,82 m            |
| 7   | Brigitte Berendonk    | Germania de Vest           | 54,74 m            | 56,90 m            | –                  | 56,90 m            |
| 8   | Svetla Bojkova        | Bulgaria                   | 54,52 m            | 56,42 m            | –                  | 56,42 m            |
| 9   | Lia Manoliu           | România                    | 55,88 m            | –                  | –                  | 55,88 m            |
| 10  | Rosemary Payne        | Marea Britanie             | x                  | 53,56 m            | 55,56 m            | 55,56 m            |
| 11  | Vasilka Stoeva        | Bulgaria                   | x                  | 55,26 m            | –                  | 55,26 m            |
| 12  | Liudmila Muraviova    | Uniunea Sovietică          | 55,24 m            | –                  | –                  | 55,24 m            |
| 13  | Josephine de la Viña  | Filipine                   | 51,08 m            | x                  | 53,29 m            | 53,29 m            |
| 14  | Radostina Vasekova    | Bulgaria                   | x                  | x                  | 53,86 m            | 53,86 m            |
| 15  | Krystyna Nadolna      | Polonia                    | x                  | 47,42 m            | 52,52 m            | 52,52 m            |
| 16  | Olga Connolly         | Statele Unite ale Americii | 51,58 m            | x                  | 50,76 m            | 51,58 m            |
| 17  | Maggy Wauters         | Belgia                     | 49,62 m            | x                  | x                  | 49,62 m            |
| –   | Baeg Ok-ja            | Coreea de Sud              | Nu au luat startul | Nu au luat startul | Nu au luat startul | Nu au luat startul |
| –   | Jolán Kleiber-Kontsek | Ungaria                    | Nu au luat startul | Nu au luat startul | Nu au luat startul | Nu au luat startul |
| –   | Rosa Molina           | Chile                      | Nu au luat startul | Nu au luat startul | Nu au luat startul | Nu au luat startul |

### Finala
| Loc | Atletă             | Țară              | 1          | 2       | 3       | 4             | 5             | 6             | Distanță   |
| --- | ------------------ | ----------------- | ---------- | ------- | ------- | ------------- | ------------- | ------------- | ---------- |
| 1   | Faina Melnik       | Uniunea Sovietică | 60,56 m    | 61,32 m | 57,96 m | 66,62 m RO    | 62,76 m       | x             | 66,62 m RO |
| 2   | Argentina Menis    | România           | 64,28 m RO | 59,82 m | 60,88 m | 65,06 m RO    | 63,78 m       | 64,90 m       | 65,06 m    |
| 3   | Vasilka Stoeva     | Bulgaria          | 61,08 m    | x       | 64,20 m | 62,25 m       | 64,34 m       | 62,10 m       | 64,34 m    |
| 4   | Tamara Danilova    | Uniunea Sovietică | 62,64 m    | 58,14 m | 62,86 m | 61,14 m       | x             | x             | 62,86 m    |
| 5   | Liesel Westermann  | Germania de Vest  | x          | 57,04 m | 62,18 m | 61,66 m       | x             | x             | 62,18 m    |
| 6   | Gabriele Hinzmann  | Germania de Est   | 57,52 m    | 59,14 m | 60,12 m | 61,08 m       | 61,72 m       | 60,22 m       | 61,72 m    |
| 7   | Carmen Ionescu     | România           | 57,78 m    | 58,76 m | 57,06 m | 59,08 m       | x             | 60,42 m       | 60,42 m    |
| 8   | Liudmila Muraviova | Uniunea Sovietică | 57,52 m    | 57,92 m | 59,00 m | x             | 58,86 m       | 57,20 m       | 59,00 m    |
| 9   | Lia Manoliu        | România           | 58,18 m    | 58,50 m | x       | Nu au avansat | Nu au avansat | Nu au avansat | 58,50 m    |
| 10  | Svetla Bojkova     | Bulgaria          | 56,50 m    | 56,72 m | x       | Nu au avansat | Nu au avansat | Nu au avansat | 56,72 m    |
| 11  | Brigitte Berendonk | Germania de Vest  | 55,60 m    | x       | 56,58 m | Nu au avansat | Nu au avansat | Nu au avansat | 56,58 m    |
| 12  | Rosemary Payne     | Marea Britanie    | 56,50 m    | x       | 52,26 m | Nu au avansat | Nu au avansat | Nu au avansat | 56,50 m    |